# Tovla
Tovla är en ort i Azerbajdzjan.   Den ligger i distriktet Qəbələ, i den centrala delen av landet, 190 km väster om huvudstaden Baku. Tovla ligger 423 meter över havet och antalet invånare är 698.
Terrängen runt Tovla är platt norrut, men söderut är den kuperad. Närmaste större samhälle är Qutqashen, 14,6 km nordost om Tovla.
Trakten runt Tovla består till största delen av jordbruksmark. Runt Tovla är det ganska tätbefolkat, med 58 invånare per kvadratkilometer.